# Въведение Богородично (Полковник Серафимово)
„Въведение Богородично“ е православна църква в българското село Полковник Серафимово, част от Пловдивската епархия на Българската православна църква.
Построена е по време на Възраждането в XIX век в Алами дере, днес Полковник Серафимово, на мястото на малък параклис „Свети Никола“. В 1880 – 1884 година храмът е разширен като се построява предверие, костница, постройка за свещениците и се оформя двора на църквата с каменни зидове. Изписана е от известния зограф Георги Ксаф от Станимака (днес Асеновград). Осветена е в 1887 година на голямо тържество, когато е преименувана от „Свети Никола“ на „Въведение Богородично“.
Църквата  е декларирана като художествен паметник на културата в 1975 година и в 1978 година е обявена за художествен паметник на културата първа група.